# Fokionov pogreb
Fokionov pogreb je Poussinovo ulje na platnu iz 1648. godine. Djelo je poznato i pod nazivima Krajolik s Fokionovim pogrebom te Krajolik s Fokionovim tijelom koje se iznosi iz Atene.
Fokion je bio atenski državnik i vojskovođa te je bio hvaljen po velikoj štedljivosti i poštenju, ali i spremnosti da se suprotstavlja (ponekad i sam) volji većine u atenskoj Skupštini. Tijekom 320-ih pr. Kr. u doba makedonske vlasti nad Atenom, došao je u sukob s radikalnim demokratskim nacionalistima i pro-makedonskom strujom. Makedonski kralj Poliperhon ga je zbog toga dao pogubiti.
Postoje tri inačice ove slike. Jedna se nalazi u cardiffskom Nacionalnom muzeju Walesa, druga u pariškom Louvreu a treća u privatnoj kolekciji u američkom New Canaanu gdje je postavljena u Glass Houseu.

## Vanjske poveznice
- Poussin and the Heroic Landscape
- Landscape with the Funeral of Phocion